# Ousmane Mané
Ousmane Mané (* 1. Oktober 1990 in Diourbel) ist ein senegalesischer Fußballtorhüter. 

## Karriere

### Vereine
Mané startete seine Karriere in der Jugendakademie des AS Pikine. Dort spielte er bis zu seinem 14. Lebensjahr und wechselte im Frühjahr 2004 zu Diambars de Saly Dourbel. Er rückte in der Saison 2007/08 in die erste Mannschaft auf und feierte 2011 mit der Mannschaft, den Aufstieg in die höchste Spielklasse Senegals, die Ligue 1. Nachdem er in der senegalesischen A-Nationalmannschaft zu fünf Länderspielen gekommen war, absolvierte er im September 2012 ein Probetraining in Frankreich mit dem AC Ajaccio. Der französische Verein aus der Ligue 2 konnte sich mit ihm jedoch nicht auf einen Vertrag einigen und er blieb bei Diambars.

### Nationalmannschaft
Mané nahm für die senegalesische U-23 Nationalmannschaft an den Olympischen Sommerspielen 2012 in London teil. Er gab sein A-Länderspieldebüt für die Senegalesische Fußballnationalmannschaft am 2. Juni 2012 gegen Liberia im Stade Léopold Sédar Senghor in Dakar.